# رمپارت (آلاسکا)
رمپارت (به انگلیسی: Rampart) شهری در ناحیه سرشماری یوکان-کویوکوک، آلاسکا ایالت آلاسکا است که جمعیت آن در سرشماری سال ۲۰۰۰ میلادی ۴۵ نفر بوده‌است.